# Andrena quadrilimbata
Andrena quadrilimbata är en biart som beskrevs av Laberge 1977. Andrena quadrilimbata ingår i släktet sandbin, och familjen grävbin. Inga underarter finns listade i Catalogue of Life.